# Ángela Baldellou
Ángela Baldellou Plaza, más conocida por Ángela Baldellou (Madrid, 1977) es una arquitecta y periodista española experta en comunicación y proyectos de arquitectura medioambiental.

## Trayectoria
Baldellou estudió en la Escuela Técnica Superior de Arquitectura de Madrid (ETSAM) y se graduó como arquitecta en 2001. También estudió periodismo en la Universidad Camilo José Cela y se licenció en Ciencias de la Información en 2004 con la tesina de título "El mercado del arte en España. Fundaciones y tercer sector". También se licenció en publicidad y relaciones públicas. En 2014 se doctoró por la Universidad Politécnica de Madrid (UPM) con la tesis "El museo ante un cambio de paradigma. Del tipo al logotipo".
Baldellou ha compaginado su trabajo como arquitecta profesional con labores docentes. Fue directora de comunicación de la consultora de ingeniería y arquitectura Idom. Ha impartido docencia en instituciones como la Universidad Francisco de Vitoria entre 2007 y 2008, en la Escuela Técnica Superior de Arquitectura de Madrid de 2008 a 2010 y de 2016 a 2019, o en la Universidad Camilo José Cela de 2013 a 2015, entre otras. Trabajó en el Estudio de Arquitectura Baldellou Arquitectos de 2006 a 2017. Desde 2019 es la directora del máster en Economía Verde en la Next International Business School de Madrid.
Baldellou analizó en su tesis y en sucesivas investigaciones los modelos de comunicación “en Red” y cómo se materializan en las formas arquitectónicas. En sincronía con esta integración de los parámetros de relación comunicación social en los parámetros de composición arquitectónica, promueve y se implica asumiendo cargos directivos en diversas instituciones. Desde 2017 es Directora del gabinete de presidencia del Consejo Superior de los Colegios de Arquitectos de España (CSCAE), desde 2018 es miembro del Consejo de la Unión Internacional de Arquitectos (UIA) en representación de los arquitectos españoles, y desde 2019 ejerce como directora del Observatorio 2030 del CSCAE, impulsando  la incorporación de los objetivos de la Agenda 2030 en los procesos de construcción de edificios y del entorno urbano. La coordinación de equipos con una visión sistémica, la planificación de actividades así como las relaciones institucionales son los campos de trabajo que afronta Baldellou en esta faceta profesional como directiva y arquitecta.

## Reconocimientos
Desde 2017 forma parte del Comité científico de la Asociación europea para la educación en arquitectura (ARCC) y es Directora del Observatorio 2030 del Consejo Superior de los Colegios de Arquitectos de España (CSCAE).

## Obras seleccionadas
- 2014 Museo Moderno frente a Museo Contemporáneo. Del Tipo al Logotipo. Ante un cambio de Paradigma.[8]
- 2014 Acerca del mercado del arte y las fundaciones culturales en España. Cuadernos de derecho y comercio,  1575-4812, N.º 62, págs. 91-116.[9]